# Kabuto Yakushi
 (juin 2024).
Pour les articles homonymes, voir Kabuto.
Kabuto Yakushi est un personnage du manga Naruto. Personnage mineur durant la plus grande partie du récit, il est montré au début comme le bras droit de Orochimaru, il va ensuite prendre de l'importance, devenant l'un des principaux antagonistes après l’assimilation de sa greffe d’Orochimaru, vaincu par Sasuke Uchiwa et Itachi Uchiha  

## Profil

### Apparence
Kabuto se présente sous l'apparence d'un jeune homme de 14 ans aux cheveux gris attachés à l’arrière en catogan. Il porte de petites lunettes rondes qu'il remonte assez souvent et une tenue violette avec une grosse bande de tissu beige autour de la taille.
Après s'être greffé les cellules d'Orochimaru, ses cheveux sont plus froissés, ses lunettes sont plus grosses et son corps d'une blancheur livide est recouvert d'écailles de serpent. Il possède également des yeux de serpent avec les marques violettes d'Orochimaru ainsi qu'un énorme serpent partant de son ventre qui passait pour une queue lorsqu'il portait une cape.

### Histoire

#### Origine
L’enfance de Kabuto, et sa vie jusqu’à l’examen chūnin sont racontées sous forme de flashback, lors de son combat contre les frères Uchiwa.
Kabuto est retrouvé blessé et totalement amnésique (ne se souvenant pas de ses parents ni de son prénom) sur le champ de bataille du Col de Kikyô, il est soigné et recueilli par Nonô Yakushi, une jeune religieuse tenant un orphelinat, qui lui apprend le ninjutsu médical, afin qu’il puisse l’aider à gagner de l’argent en soignant les ninjas de Konoha. Son prénom vient du mot « heaume (兜, kabuto) » et lui a été donné le jour où il a été recueilli par Urushi, un de ses camarades d’infortune l’ayant affublé d’un casque de samouraï pour se moquer de lui. Ses lunettes lui ont été données le soir même par Nonô s’étant aperçu qu’il était très myope. Les lunettes étant trop grandes pour lui, il prit l'habitude de les remonter, habitude qu'il garda par la suite. En grandissant, lui et ses camarades de l'orphelinat soignent les ninjas de Konoha qui ont reçu des blessures lors de leurs missions.
Remarqué pour ses compétences médicales par Orochimaru, alors membre de l’ANBU Racine, il est amené à devenir un espion à la solde de Danzô, et fait diverses missions dans les quatre autres grands pays ninja, se faisant passer à chaque fois pour un des leurs. En mission à Iwa, il est confronté à Nonô qu’il reconnaît trop tard et blesse mortellement ; alors qu’il tente de la soigner, elle ne le reconnaît pas. Cet incident provoque la perte de son identité, et Orochimaru en profite pour l’approcher.
Alors qu’il était censé l’achever pour le compte de la Racine qui souhaitait se débarrasser des deux espions devenus gênants par leurs connaissances, Orochimaru qui a perçu depuis longtemps le talent de Kabuto et décidé de le garder pour son compte afin de l’aider dans la création du village d’Oto, lui explique le stratagème de la Racine qui a fait croire à Nonô qu’il avait pris une autre apparence en grandissant et lui a demandé de tuer Kabuto, présenté comme un agent double ayant trahi Konoha, puis lui invente un nouveau passé, lui promettant de le protéger de Danzô. À Konoha désormais, il sera reconnu comme un jeune survivant ennemi recueilli et élevé par le capitaine de l’équipe médicale de Konoha après la sanglante bataille du « Col des Campanules » (c’est effectivement ainsi qu’il est présenté par le 3e Hokage durant l’examen chūnin).

#### Espion d’Orochimaru

Carte de renseignement.

Devenu un espion à la solde d'Orochimaru et son fidèle bras droit, Kabuto est placé par ce dernier auprès de Sasori pour enquêter sur Akatsuki, faisant croire au marionnettiste qu’il tenait le jeune homme soumis par une puissante technique ; de son côté, Sasori l’envoie chez Orochimaru pour enquêter sur ses recherches, le mettant en position d’agent double. 
En parallèle, Kabuto participe aux recherches d’Orochimaru, notamment sur Kimimaro, Jûgo, Karin ou Suigetsu. Il participe également à création du village d’Oto et en voit émerger ses premiers fidèles, dont le Quartet du Son et d'anciens ninjas de Konoha ayant suivi Orochimaru. Il continue également d’espionner à Konoha sous sa nouvelle identité, rassemblant des informations pour Orochimaru, comme les profils de tous les candidats des examens chūnin (qu'il conserve sur des cartes que lui seul peut lire, grâce à son chakra), dans lesquels il s’engage avant de faire semblant d’échouer.
Sa 6e participation à l’examen correspond à sa première apparition dans le manga ; dans le but de récupérer des informations sur l'équipe de Naruto, Sakura et surtout Sasuke (dont Orochimaru veut faire son prochain hôte). Se faisant passer pour un gentil candidat, il aborde les trois équipes de novices de Konoha qui se disputaient et leur conseille de se faire tout petits car bon nombre de candidats à l'examen plus expérimentés les prendront pour cible. Il fait démonstration de sa technique de cartes d'informations et lorsqu'il décrit les différents villages, qualifie celui d'Oto de « petit et  », ce qui énerve fortement l'équipe venue de ce village composée de Dosu Kinuta, Zaku Abumi et Kin Tsuchi qui l'attaquent et le blessent. Les examinateurs arrivent pour stopper l'altercation et commencer la première épreuve.
Lors de la 2e épreuve, il empêche Naruto et Sakura de lire leur parchemin avant d'avoir terminé l'épreuve. S'ils l'avaient fait, ils se seraient retrouvés dans une illusion les paralysant jusqu'à la fin de l'épreuve. Il annonce à Naruto, Sasuke et Sakura posséder les deux parchemins requis mais prétexte s'être perdu et éloigné de ses coéquipiers, décide de rejoindre la tour centrale en compagnie de l'équipe 7. Sur le chemin, il aide Naruto, Sakura et Sasuke de triompher d'Oboro, Mubi et Kagari, trois candidats du village d'Ame spécialistes des illusions et des pièges. Arrivés à la tour centrale, il quitte l'équipe 7 et retrouve ses coéquipiers. Chaque équipe terminant l'épreuve étant accueillie par un ninja confirmé de Konoha, Kabuto et ses coéquipiers sont reçus par Orochimaru et lui remet une carte d'informations. Kabuto a aidé Naruto, Sakura et Sasuke afin qu'ils puissent participer à la phase finale durant laquelle Orochimaru prévoit d’attaquer Konoha et capturer le jeune homme pour récupérer son Sharingan. Peu avant que l'épreuve éliminatoire ne commence, Kabuto décide une nouvelle fois d'abandonner pour préserver sa couverture, prétextant être exténué par l'épreuve précédente et gêné par la surdité de son oreille gauche causée par Dosu Kinuta avant l'examen.
Envoyé récupérer Sasuke à l’hôpital après les préliminaires à la 3e épreuve, il tombe sur Kakashi à qui il se révèle, et préfère fuir,.
La nuit précédant l'épreuve finale, il s'entretient avec Baki, le maître de l'équipe de Suna composée de Gaara, Kankurô et Temari pour préparer l'offensive contre Konoha car le village de Suna prêtera main-forte à Oto. Les deux hommes voient sur le toit du bâtiment d'en face Dosu Kinuta en train de rejoindre Gaara. Souhaitant se venger d'Orochimaru qui l'a utilisé lui et ses coéquipiers comme de simples pions, Dosu souhaite tuer Gaara pour prendre sa place face à Sasuke Uchiwa lors de l'épreuve finale, et ainsi tuer Sasuke pour ruiner les rêves d'Orochimaru. Cependant, Gaara se laisse posséder par le démon scellé en lui, Shukaku, qui tue Dosu d'un puissant coup de griffe. Baki demande à Kabuto s'il n'est pas gêné de perdre un compatriote mais celui-ci répond qu'il n'était qu'un pion à sacrifier. Peu après, Baki et Kabuto sont espionnés par Hayate Gekkô, l'examinateur de l'épreuve éliminatoire. Troublé, ce dernier part vite prévenir les renforts mais Baki l'intercepte et le tue avec une lame de vent. Le cadavre d'Hayate est retrouvé le lendemain matin.
Lors de l'épreuve finale, Kabuto tue un membre des Forces Spéciales dans la forêt non loin du stade et lui vole sa cape et son masque. Il prend place ensuite en haut des gradins car les Forces Spéciales doivent assurer la sécurité de l’événement. Lorsque Hinata Hyûga souffre des séquelles de son combat contre Neji Hyûga pendant l'épreuve éliminatoire, Kabuto la soigne, toujours sous l'identité d'un membre des Forces Spéciales. Le chien Akamaru prévient son maître Kiba que ce soignant cache quelque chose ; Kabuto assomme alors Kiba et son chien. Pendant leur combat, Sasuke blesse Gaara avec son Chidori ; furieux, Gaara perd la raison en voyant son sang couler et se transforme partiellement en Shukaku. C'est le signal pour Kabuto qui utilise le Temple du Nirvana, un genjutsu qui endort tout le public, sauf les ninjas confirmés, ainsi que Sakura et Shikamaru. C'est le début de la bataille de Konoha, où il affronte Kakashi et Gaï avec quelques ninjas d'Oto.
À la suite de l'attaque menée par Orochimaru contre Konoha, Kabuto est le seul compagnon restant de ce dernier et l’aide à retrouver Tsunade pour guérir ses bras, mais elle n’accepte pas de les aider. Kabuto engage le combat contre la kunoichi, rivalisant avec elle ; mais reconnaissant la force de Tsunade malgré tant d'années sans entraînement, il décide alors d'utiliser pour abréger le combat son point faible : son hématophobie. Lorsque Jiraya, Naruto et Shizune apparaissent, Tsunade se précipite sur lui pour en finir ; il se poignarde alors la main, puis profitant de sa tétanisation, l’envoie au tapis d'un coup de poing.
Kabuto combat alors Naruto, se défaisant sans aucun mal de ses clones, puis Shizune qu’il met sans mal hors de combat en lui coupant les tendons des jambes. Alors qu'il s'apprête à frapper Tsunade à nouveau, Naruto s'interpose ; il frappe alors ce dernier au cœur avec son scalpel de chakra, lui laissant peu de chances de survie (il sera cependant sauvé par les soins de Tsunade). Mais avec sa détermination, Naruto bloque la main de Kabuto en se faisant poignarder la sienne et réussit son premier « Orbe tourbillonnant », qui frappe Kabuto de plein fouet, le laissant hors de combat, tellement les soins nécessaires à cette blessure l'ont vidé de son chakra.
Lorsqu’Orochimaru envoie les 4 ninjas du Son chercher Sasuke, Kabuto apprend certains détails concernant l'Akatsuki. Réalisant le temps que prend Sasuke à revenir, il amène Kimimaro Kaguya à effectuer un dernier sacrifice pour son maître. De façon subtile, il l'envoie combattre une dernière fois pour aider Orochimaru à récupérer son futur hôte.
Dans la seconde partie, lorsque Yamato déguisé en Hiruko (la marionnette principale de Sasori) afin de tromper et appréhender l'espion de Sasori sur le « Pont du Ciel et de la Terre », s'avance sur le pont, il découvre que le fameux espion que Sasori avait placé auprès d'Orochimaru n'est autre que Kabuto. Orochimaru ne tarde pas à apparaître et engage le combat contre Naruto. Dans la confusion, Kabuto parvient par la ruse à blesser Yamato qu'il prenait pour Sasori : Kabuto n’est pas sous le contrôle de Sasori à la surprise des ninjas de Konoha ; il leur ment en leur expliquant qu’Orochimaru l’a libéré de l'emprise de son ex-camarade en brisant le sort, puis il en a fait son lieutenant. Yamato semble alors penser que Kabuto est sous le contrôle d’Orochimaru, mais Kabuto l'arrête et lui dit n'être sous le contrôle de personne et qu’il travaille pour Orochimaru uniquement parce qu'il admire « son travail et ses nobles objectifs »[réf. nécessaire].
Après avoir assisté à la puissance considérablement accrue de Naruto ayant sorti les 4 queues de Kyûbi, Kabuto décide qu'il faut épargner les ninjas de Konoha car il les croit suffisamment puissants pour éliminer quelques membres d'Akatsuki. Kabuto y voit là un intérêt commun entre Konoha et Orochimaru, et va jusqu'à guérir Sakura à distance.
Kabuto retourne auprès d'Orochimaru. Là, il immobilise Saï en le croyant menaçant, Orochimaru l'arrête et tous trois retournent ensemble à la base d'Orochimaru. Kabuto utilise ses techniques pour ralentir leurs ennemis, en leur faisant croire qu'il a tué Saï.
Kabuto enferme Saï dans la base car il n'a aucune confiance en lui. À ce moment, Kabuto ressent durement les critiques à peine déguisées d'Orochimaru contre lui. Orochimaru semble reprocher à Kabuto de prendre trop d'initiatives personnelles, ce qui fait de lui un bras droit un peu trop imprévisible. Kabuto s'aperçoit alors de la disparition de Saï, qui est tombé aux mains de Konoha. Kabuto parvient à localiser les intrus et à libérer Saï, il décide de faire confiance à ce dernier vu sa situation de prisonnier. Cependant, Saï, influencé par Naruto, décide d'oublier sa mission secrète (tuer Sasuke) et trahit Kabuto en le capturant par derrière. Cela permet à Yamato d'emprisonner Kabuto, qui n'hésite pas à révéler des détails sur la localisation de Sasuke, tout en pensant qu'ils sont voués à une mort certaine dans la base face à Orochimaru. Kabuto parvient à se libérer peu après, juste à temps pour convaincre Sasuke de ne pas tuer les ninjas de Konoha. Kabuto, Orochimaru et Sasuke disparaissent, laissant Naruto dans un grand désespoir.
Un peu plus tard dans l'histoire, alors qu'Orochimaru souffre atrocement, et que son corps rejette de plus en plus son âme, en dépit des soins de Kabuto, Orochimaru révèle que le moment de prendre possession du corps de Sasuke est venu. Kabuto s'absente dans son laboratoire, afin de préparer un médicament permettant à son maître, très affaibli, de ne pas succomber. Sasuke profite de cette opportunité pour attaquer Orochimaru dans sa chambre. Lorsque Kabuto est de retour, il s'aperçoit que le rituel de transmigration de l'âme a eu lieu. Il a cependant un doute sur l'identité du ninja qui se tient devant lui. Sasuke lui révèle avec une illusion (genjutsu) comment il a pris le dessus sur Orochimaru.

#### Après Orochimaru
Devenu un électron libre, Kabuto réapparaît bien plus tard, rencontrant Naruto, Hinata et Yamato pour remettre à Naruto un carnet qui contient des informations sur la plupart des membres d'Akatsuki. Son aspect physique a changé : il a l'œil gauche d'Orochimaru et la partie gauche de son corps est recouverte d'écailles blanches, hébergeant désormais la force vitale (et non l'âme) de son maître après s’être « greffé » des morceaux du corps d'Orochimaru. Cette greffe tente d'ailleurs de prendre le contrôle du corps de Kabuto, et le ronge ainsi peu à peu lui faisant prendre conscience de la puissance et de l'envie de vitalité de son ancien maître (Hinata, qui a perçu avec son « Byakugan » l'incidence du chakra d'Orochimaru sur le corps de Kabuto affirme que ce dernier est déjà « possédé » à 30 %). Il révèle que du fait de son admiration pour Orochimaru, il n'avait jamais cherché à devenir plus puissant que lui auparavant, mais désormais il a décidé de surpasser son ancien maître. Son but est de tuer Sasuke, puis de défier Naruto après avoir maîtrisé la force vitale d'Orochimaru.
Ayant réussi à maîtriser sa greffe tout en restant lui-même, et en récupérant les pouvoirs d'Orochimaru en rapport avec les serpents, Kabuto possède maintenant les yeux d'Orochimaru avec les marques violettes autour (qui sont les marques de sage du monde des serpents), et le haut de son visage a une texture écailleuse. Il porte cependant toujours des lunettes ainsi qu'une longue cape marron, et a conservé ses propres cheveux qui tombent maintenant jusque dans son cou.
Il se rend alors auprès de Tobi, chef officieux de l'Akatsuki, dévoilant à cette occasion sa maîtrise de la « Réincarnation des âmes » qu'il a développée jusqu'à faire siens les corps de tous les membres décédés d’Akatsuki, ainsi qu'un 6e protagoniste inconnu, qui se révélera plus tard être le corps de Madara Uchiwa. Il affirme toutefois n'être pas venu pour se battre mais pour s'allier à Akatsuki. Il part ensuite capturer Naruto afin de gagner la confiance de Madara et récupérer Yamato pour l’étudier par la même occasion. Il enlève ce dernier lors de l'attaque de l’« île tortue ».
Tel Orochimaru, Kabuto s’est transformé au point que sa véritable apparence est un serpent doté de bras. Même sous sa forme humaine, il ne possède pas de jambes : celles-ci sont remplacées par une queue dotée de plusieurs pattes qui se termine par une tête de serpent. S’étant entraîné dans l’« Antre du Dragon », lieu secret où vit le sage serpent blanc, il a évolué de serpent à dragon. Sous cette forme, il possède un corps humain avec des sortes de cornes sur la tête et une queue sur le ventre avec une tête de serpent.
En préparation à la guerre, il invoque avec sa technique de la Réincarnation des âmes : 
- des membres d’Akatsuki (Itachi, Sasori, Deidara, Kakuzu et Nagato)
- les anciens hôtes des démons à queues (Yugito, Yagura, Rôshi, Han, Utakata et Fû)
- les anciens kage
- ainsi que d’autres ninjas connus pour leurs capacités exceptionnelles (Zabuza Momochi et les six autres épéistes légendaires de Kiri de la dernière génération, Haku, Asuma Sarutobi, Chiyo, Kimimaro Kaguya, Hizashi Hyûga, Dan, Hanzô, Pakura, Gari, Chûkichi, Shin…).
- Madara Uchiwa

Dans un épisode hors-série de l’anime, Kabuto révèle avoir commis plusieurs erreurs de prélèvement dans sa recherche du matériel génétique nécessaire à l'utilisation de la « Réincarnation des âmes » ; il a ainsi, invoqué plusieurs ninjas de bas niveau, dont des genin et des personnes n’ayant jamais combattu, comme Chûkaku, qu'il pensait être Chiriku, mais qui n'était que son maître d'étude. Il utilise ces réincarnations de bas niveau pour tenter de libérer ses meilleurs atouts scellés par l’alliance ninja, comme le 3e Raikage, mais c'est un échec, la plupart de ces ninjas réincarnés ne combattant pas, et profitant de l'opportunité qui leur est donnée pour discuter avec leurs proches rencontrés sur le champ de bataille. Parmi ces erreurs, certaines se sont avérées être des trouvailles bénéfiques, comme Chiyo, dont il a récupéré le sang par erreur, en cherchant celui de Sasori sur le lieu de leur combat.
Contrôlant ses pions depuis une grotte, il est interrompu par Sasuke Uchiwa et Itachi Uchiwa venus arrêter la Réincarnation des Âmes. Il combat les deux frères qu'il pense pouvoir surpasser car sa nouvelle forme lui permet de sceller son ouïe et sa vue, ce qui selon lui le rendrait imperméable à n'importe quel Genjutsu. Il croit dominer son combat contre les frères Uchiwa, mais finit par se rendre compte qu'Itachi l'a enfermé dans le puissant genjutsu Izanami, et que son esprit est victime d'une boucle temporelle où il répète sans cesse son combat contre Itachi. Le seul moyen pour lui de s'échapper de la technique est d'arrêter de se prendre pour Orochimaru et de redevenir celui qu'il était avant de connaître ce dernier.
Quelque temps plus tard, peu de temps avant que Sasuke ne soit transpercé par Madara, il réussit à s'accepter lui-même, et de ce fait se défait de l'emprise de l'Izanami. Il arrive sur le champ de bataille et soigne Sasuke, avant de combattre aux côtés de son ancien maître, ramené à la vie par le jeune Uchiwa à partir de la marque maudite d'Anko Mitarashi. Lorsque les « Arcanes lunaires infinis » de Madara sont activés, il est pris dans l'illusion dont il sera libéré par Naruto et Sasuke, après leur dernier combat.
Retourné à Konoha à la fin de la guerre, il gère l'ancien orphelinat où il a grandi, et y accueille notamment les jeunes clones de Shin.

### Personnalité
Malgré son attachement à Orochimaru et sa vénération pour son maître, Kabuto se comporte souvent de manière autonome, comme quand on le voit soigner Hinata lors de l'examen chūnin ou Sakura sur le « Pont du Ciel et de la Terre ». Il reste cependant toujours très fidèle à Orochimaru, exécutant consciencieusement ses ordres, mais on voit cependant que ce dernier a des difficultés à cerner pleinement sa personnalité, se trompant sur le groupe sanguin de son bras droit, ou ne sachant pas s’il va le trahir en tuant Sasuke lorsqu’il lui demande de l’enlever à l’hôpital.
Avant la perte d’Orochimaru, Kabuto est plutôt de nature pacifique, et affirme à Kakashi qu’il n’« aime pas se battre » ; toutefois, il met la priorité sur les ordres de son maître ; notamment, quand celui-ci souhaite la mort de Naruto, il tente de porter un coup mortel au jeune ninja.

### Capacités
Au début de la série, Kabuto est spécialisé dans les techniques médicales. Contrairement à la plupart des ninjas spécialisés dans ce domaine, Kabuto utilise les techniques médicales de façon offensive, son habileté au combat lui a valu de vigoureux éloges de la part de Tsunade. Il est considéré par Orochimaru comme un combattant du même niveau que Kakashi.
Lors de son combat face à Tsunade, il parvient à la frapper plusieurs fois à l'aide de son scalpel de chakra, puis à la poitrine, réduisant ainsi sa capacité respiratoire. La kunoichi des Sannin légendaires en est stupéfaite, reconnaissant même que ses techniques et sa puissance pourraient bien être supérieures aux siennes dans sa jeunesse. Lorsque Tsunade riposte, frappant Kabuto à deux reprises pour porter à son système nerveux une décharge perturbant tous ses mouvements (en commandant un membre, c'est un autre qui bouge), Kabuto parvient dans le laps de temps où Tsunade se soigne de ses précédents assauts à contrôler son corps, et rétablit 80 % de sa mobilité, surprenant à nouveau son adversaire.
Une capacité remarquable de Kabuto est la régénération. Avec des techniques médicales poussées, il est en effet capable de régénérer ses tissus à volonté en stockant du chakra dans la partie du corps qu'il veut régénérer avant que l'impact ait eu lieu. En contrepartie, il épuise beaucoup de chakra. C'est d'ailleurs cette capacité, entre autres, qui lui a valu de devenir le bras droit d'Orochimaru.
Kabuto est également capable de réanimer et manipuler des corps. Il possède toute une collection de corps de tous âges et de tous sexes qu'il peut invoquer à l'aide d'un rouleau, cela lui permet de s'adapter à toute situation. Il utilise plusieurs fois cette technique afin de semer la confusion chez ses adversaires. Dans l'anime, Kabuto utilise également cette technique de façon offensive. Il contre le Kekkei Genkai de son adversaire avec la capacité du mort qu'il manipule.
Après avoir dominé les cellules d'Orochimaru qui menaçaient de le posséder, Kabuto s'est vu doté de la puissante énergie vitale du serpent blanc. Il a par ailleurs développé de nouvelles et terrifiantes capacités et a recréé un nouveau Manda, plus docile que le précédent, sacrifié par Sasuke pour se protéger de l'explosion de Deidara ; Kabuto est maintenant capable de manipuler les serpents et d’utiliser la « Réincarnation des âmes » (Edo tensei), surpassant son ancien maître…
Kabuto utilise son savoir de médecin pour paralyser le point fort de ses adversaires à plusieurs reprises dans la série. Il a ainsi empêché Tsunade d'utiliser sa technique de déploiement de puissance en sectionnant certains tendons, il a empêché Naruto d'utiliser le démon à neuf queues pour se régénérer en frappant le canal de chakra qui mène au cœur et également empêché Yamato de se servir du mokuton à l'aide d'un sérum. Après avoir étudié les capacités des clans Hôzuki sur Suigetsu et Uzumaki sur Karin, Kabuto a acquis certaines capacités lui permettant de liquéfier son corps et de se régénérer très rapidement sans épuiser trop de chakra.
Kabuto a également trouvé le domaine secret de l'Antre du Dragon (龙地洞, Ryūchidō), tout aussi légendaire que le Mont Myôboku où s'était entrainé Jiraya. Kabuto s'est entrainé auprès du Grand sage des serpents blancs, et a acquis le mode ermite qui lui permet d’utiliser l’énergie naturelle, notamment pour se modifier physiquement comme le clan de Jûgo, un effet secondaire de cette capacité étant d’entrer dans une « fureur sacrée » (berserk). Son degré de perfection dans ce mode est tel qu'il a évolué de serpent à dragon ; dans cette forme, Kabuto a des cornes de dragon et peut utiliser les techniques de sage utilisant la puissante énergie naturelle.
Kabuto se considère lui-même comme « plus proche que quiconque du Sage des six chemins », et largement au-dessus des Uchiwa.
Grâce à la capacité de Sakon et Ukon qu’il a récupéré, Kabuto peut abriter dans son corps les invocations du quintet du Son (Ukon, Jirôbô, Kidômaru, Tayuya et Kimimaro) ainsi que d’Orochimaru, et profiter de leurs techniques.

### Batailles Principales
Kabuto et Équipe 7 vs Équipe Oboro : Victoire. . 
Kabuto vs Kakashi : Aucune issue.       
Kabuto vs Tsunade : Interrompu.
Kabuto  vs Shizune : Victoire.                     
Kabuto vs Naruto : Match Nul.  
Kabuto vs Yamato : Victoire. 
Kabuto vs Anko : Victoire.  
Kabuto vs Itachi et Sasuke : Défaite. 

## Apparition dans les autres médias
Kabuto apparaît dans la plupart des jeux vidéo et dans certains jeux disponible sur les ordinateurs ; il peut être joué dans la forme qu'il a pris après la greffe des cellules d'Orochimaru.
Kabuto apparaît également dans le spin-off Rock Lee : Les Péripéties d'un ninja en herbe, où il seconde Orochimaru. Il s’y plaint souvent du ridicule des actions de Rock Lee et des plans d'Orochimaru, dans lesquels il aimerait cependant avoir un rôle plus important.
Kasutops et Chochibaru sont des parodies de Kabuto et d'Orochimaru, dans la bande dessinée en ligne, Raruto.

## Techniques
- Paume Mystique (掌仙の術, Shosen no jutsu?)
Technique médicale propre au médecin ninja, qui permet de soigner des blessures ou d'apaiser la douleur. Kabuto est capable d'utiliser cette technique par contact ou à une distance courte (environ 10 cm).
- Scalpel de chakra (チャクラのメス, Chakra no mesu?)
Cette technique, la favorite de Kabuto, est à la base médicale, mais il l’utilise de manière offensive. Elle lui permet de transformer son chakra en une forme tranchante, avec laquelle il peut sectionner les tissus humains, ou trancher des matières dures ; le scalpel de chakra lui permet également de toucher les points vitaux de son adversaire, sans inciser.
- Technique de l'Âme Morte (死魂の術, Shikon no jutsu?)
Cette technique, souvent utilisée en combinaison avec la métamorphose, permet de ranimer momentanément un mort. Kabuto peut aussi stocker des corps dans un rouleau de parchemin pour en disposer rapidement.
- Technique de Régénération Secrète (陰癒傷滅, In'yu shōmetsu?)
En concentrant son chakra à un endroit par anticipation, Kabuto peut se régénérer instantanément. Cette technique utilise toutefois beaucoup de chakra. C'est l'une des capacités de Kabuto qui a suscité le plus d'intérêt de la part d'Orochimaru.
- Invocation (口寄せの術, Kuchiyose no jutsu?)
L'invocation de Kabuto fait apparaître des serpents.
Dans la première partie, Kabuto pouvait activer cette technique grâce aux marques apposées sur les bras d'Orochimaru.
Après sa greffe des cellules de ce dernier, il peut l’utiliser naturellement.
- Le Temple du Nirvana (涅槃精舎の術, Nehan shōja no jutsu?) — Rang A
Cette illusion permet d'endormir un très grand nombre de personnes, mais on peut néanmoins la briser avec suffisamment d'expérience en Genjutsu.
- Invocation – La réincarnation des âmes (口寄せ・穢土転生, Kuchiyose - Edo tensei?)[19],[20]  — rang S
Cette technique est un kinjutsu (technique interdite) permettant d'invoquer, en échange d’un sacrifice humain (servant de réceptacle), une personne décédée.
- La poigne du serpent spectral (version supérieure) (潜影多蛇手, Sen'ei tajashu?)) — rang B
Technique semblable à Sen'ei Jashu, mais bien plus puissante car elle décuple le nombre de serpents invoqués, multipliant de ce fait sa dangerosité. Kabuto s'en sert pour contrer Anko qu'il débusque au repaire de Madara.
- Technique d'ermite : Senpo - Rage blanche (仙法・白激の術, Senpō: Hakugeki no jutsu?)
Technique utilisée en mode ermite : Kabuto crache un fluide en forme de dragon blanc, qui va ensuite tourbillonner et prendre la forme d'une sphère en faisant très fortement vibrer l'air et en projetant une lumière intense. L'adversaire sens ses os s’entrechoquer et sa vision et son audition sont paralysées[21]. Kabuto contre les effets de sa propre technique sur lui-même par sa capacité à liquéfier son corps, ce qui lui permet de ne pas souffrir des vibrations, et sa possibilité d’utiliser le système reptilien de protection des yeux. Cette technique a permis à Kabuto de neutraliser le Susanô de Sasuke.
- Technique d'ermite : Senpo - Transmigration inorganique (仙法・無機転生, Senpō - Muki tensei?)
Technique utilisée en mode ermite : Kabuto donne vie à une chose inanimée grâce à l’énergie naturelle, puis la contrôle. Il peut par exemple faire se mouvoir une grotte pour transpercer un adversaire de stalactites et stalagmites.
- Suiton - La grande cataracte (水遁・大瀑布の術, Suiton – Daibakufu no jutsu?)[22] — rang A
L'utilisateur fait apparaître un énorme torrent qui emporte l’adversaire, et le projette sur le premier obstacle venu.
- Suiton - Dragon aqueux (水遁・水龍弾の術, Suiton - Suiryūdan no jutsu?) — rang B
Puissante technique capable de faire apparaître un dragon aqueux.
- Transmission Étrange de l'Ombre Distante (伝異遠影, Den'ien'ei?)
Grâce aux cellules de Sakon, Kabuto peut utiliser les techniques de toutes les personnes dont il possède les cellules.
Lorsqu'il utilise cette technique, un clone de la personne dont il reproduit les techniques émerge à moitié de son ventre. Il peut alors lancer les jutsu propres à cette personne.
Kabuto utilise cette technique pour reproduire les jutsu secrets des ninjas du Pays du Son.
  - Doton - Rempart de Terre (土遁・土陸返し, Doton - Doroku Kaeshi?) — rang B
Technique appartenant originellement à Jirobo.
Kabuto plaque ses mains sur le sol et fait pivoter un pan de terre pour créer un mur défensif.
  - Déploiement de la Toile (蜘蛛巣花, Kumo Sôka?)
Technique appartenant originellement à Kidomaru.
Kabuto crache des toiles d'araignée en rafale pouvant engluer et immobiliser ses adversaires.
  - Flûte Démoniaque - Dissonance Hallucinatoire (魔笛・夢幻音鎖, Mateki - Mugen Onsa?)
Technique appartenant originellement à Tayuya.
Kabuto crée une flûte d'os avec les pouvoirs de Kimimaro, et le clone de Tayuya (créé avec Transmission Étrange de l'Ombre Distante) joue un air de flûte.
Tous ceux qui entendent cette mélodie sont plongés dans une illusion où ils voient leur membres se liquéfier.
  - Danse des Jeunes Fougères Arborescentes (早蕨の舞, Sawarabi no Mai?)
Technique appartenant originellement à Kimimaro.
Kabuto invoque une quantité massive de grandes piques d'os sortant du sol, qui empalent tout ce qu'elles touchent.

### Tomes de Naruto
- Masashi Kishimoto (trad. Sylvain Chollet), Naruto tome 8 : Au péril de sa vie !!, Kana, coll. « Shonen Kana / Naruto », 11 octobre 2003, 198 p., Tankōbon / 115x175mm (ISBN 2-87129-552-2 et 978-2-87129-552-5, présentation en ligne)
- Masashi Kishimoto (trad. Sylvain Chollet), Naruto tome 10 : Un ninja formidable… !!, Kana, coll. « Shonen Kana / Naruto », 20 mars 2004, 192 p., Tankōbon / 115x175mm (ISBN 2-87129-614-6 et 978-2-87129-614-0, présentation en ligne)
- Masashi Kishimoto (trad. Sébastien Bigini), Naruto tome 13 : La fin de l’examen… !!, Kana, coll. « Shonen Kana / Naruto », 25 septembre 2004, 192 p., Tankōbon / 115x175mm (ISBN 2-87129-646-4 et 978-2-87129-646-1, présentation en ligne)
- Masashi Kishimoto (trad. Sébastien Bigini), Naruto tome 19 : Le successeur, Kana, coll. « Shonen Kana / Naruto », 2 septembre 2005, 192 p., Tankōbon / 115x175mm (ISBN 2-87129-816-5 et 978-2-87129-816-8, présentation en ligne)
- Masashi Kishimoto (trad. Sébastien Bigini), Naruto tome 33 : Mission top secret… !!, Kana, coll. « Shonen Kana / Naruto », 7 décembre 2007, 192 p., Tankōbon / 115x175mm (ISBN 978-2-5050-0242-0, présentation en ligne)
- Masashi Kishimoto (trad. Sébastien Bigini), Naruto tome 52 : Réalités multiples, Kana, coll. « Shonen Kana / Naruto », 4 mars 2011, 208 p., Tankōbon / 115x175mm (ISBN 978-2-5050-1061-6, présentation en ligne)
- Masashi Kishimoto (trad. Sébastien Bigini), Naruto tome 54 : Un pont pour la paix, Kana, coll. « Shonen Kana / Naruto », 4 novembre 2011, 192 p., Tankōbon / 115x175mm (ISBN 978-2-5050-1289-4, présentation en ligne)
- (ja) Masashi Kishimoto, NARUTO - 61 (NARUTO―ナルト―　　61?) : Kyōdai, Kyōtō!! (兄弟、共闘！！?), Shūeisha, coll. « Jump Comics (ジャンプコミックス, Janpu Comikkusu?) / Naruto »,‎ 27 juillet 2012, 224 p., shinsho (新書, shinsho?) / Tankōbon / 175x115mm (ISBN 978-4-08-870477-7, présentation en ligne)

### Databooks
- (ja) Masashi Kishimoto, NARUTO - Hiden Rin no Sho (NARUTO―ナルト―［秘伝・臨の書］?) : Characters Official Data Book (キャラクターオフィシャルデータBOOK?), Tōkyō, Shūeisha, coll. « Jump Comics (ジャンプコミックス, Janpu Comikkusu?) / Naruto »,‎ 4 juillet 2002, 272 p., shinsho (新書?) / Tankōbon / 175x115mm (ISBN 4-08-873288-X et 978-4-08-873288-6, présentation en ligne)